# Apolonia, Apolonia
Pour plus de détails, voir Fiche technique et Distribution.
Apolonia, Apolonia est un film danois réalisé par Lea Glob et sorti en 2022.

## Synopsis
Portrait documentaire de la peintre Apolonia Sokol, filmée durant treize ans, de son entrée aux Beaux-Arts de Paris jusqu'à ses premières expositions et à son départ pour la Villa Médicis à Rome, en passant par ses séjours au Danemark et aux États-Unis. Le film est l'occasion d'un récit de vie de trois jeunes femmes : Apolonia Sokol, sa colocataire durant ses années d'étude, Oksana Chatchko, ex-Femen, et la réalisatrice du film elle-même, Lea Glob.

## Fiche technique
- Titre : Apolonia, Apolonia
- Réalisation : Lea Glob
- Scénario : Lea Glob
- Photographie : Lea Glob
- Son : Anna Zarnecka-Wójcik
- Musique : Jonas Struck
- Montage : Andreas Bøggil Monies et Thor Ochsner
- Sociétés de production : Danish Documentary Production - Staron Film
- Pays de production :  Danemark -  Pologne
- Durée : 116 minutes
- Dates de sortie : 
  - Pays-Bas : novembre 2022 (Festival international du film documentaire d'Amsterdam - première mondiale)[1]
  - France : 27 mars 2024

## Distribution
Sauf indication contraire, les informations mentionnées dans cette section peuvent être confirmées par la base de données cinématographiques IMDb,  présente dans la section « Liens externes ».
- Apolonia Sokol
- Lea Glob
- Oksana Chatchko, ex-Femen
- Aleksandra Tlolka, la mère d'Apolonia
- Hervé Breuil, le père d'Apolonia

Avec la participation de :
- Nathanaëlle Herbelin, peintre
- Violaine Le Fur
- Jehane Mahmoud
- Jérémie Nestel
- Max Lanos Palaquer, l'ami d'Apolonia
- Lulù Nuti
- Marie Gayet
- Jean-Michel Alberola, enseignant aux Beaux-Arts de Paris
- Didier Semin
- Isabelle Le Normand
- Stefan Simchowitz[2], collectionneur et marchand d'art américain, spécialisé dans la jeune peinture
- Bonnie Banane
- Mike White, scénariste américain
- Rosi Reidl
- Henry Taylor
- Andreas Bøggild Monies
- Claus Andersen
- Zdislawa Tlolka, grand-mère d'Apolonia
- Luca Glob Monies
- Paloma Odgaard Monies
- Columbine Odgaard Monies
- Suela J. Cennet
- Azzedine Saleck
- Ima Saleck

## Production
En 2022, Danish Contemporary et HBO Max coproduisent le documentaire Apolonia, Apolonia réalisé par Lea Glob qui a suivi la vie et la carrière de l'artiste pendant treize ans,,,.

## Distinctions
Le film remporte le prix du meilleur long métrage documentaire à l'IDFA d'Amsterdam, celui du meilleur documentaire au festival international du film de Hong Kong et le prix Dragon du meilleur documentaire nordique au festival international du film de Göteborg.
En tournée dans des festivals à travers le monde tout au long de l'année 2023, il remporte également le grand prix international du documentaire au festival international du film de Sofia, le prix du meilleur film et meilleur documentaire sur la musique et les arts au festival polonais Millenium Docs Against Gravity et il est sélectionné comme Lauréat inoubliable (The Unforgettables) du 17e festival international Cinema Eye Honors Awards aux États-Unis.